# Nicholas Mez von Braidenbach
Nicholas Mez von Braidenbach, lexicógrafo, gramático e hispanista austriaco del siglo XVII.

## Biografía
Maestro en Artes y notario, puede ser que sea el "Nicolaus Möz Palatinus Weinheimensis" que consiguió el grado de baccalaureus en 1660 y el de Magister en 1661 en la Universidad de Viena, llamado también en 1652 "Nicolaus Meez Weinheimbensis". Escribió el primer diccionario español-alemán, el Diccionario muy copioso de la lengua Española y Alemana hasta agora nunca visto, Sacado De diferentes Autores con mucho trabajo, y diligencia (Viena: Juan Diego Kürner, 1670; existe edición facsimila del diccionario y de la gramática en Salzburgo: Bibliotheca Hispano-Lusa vol. XIV, 1999). Adapta el Tesoro de las dos lenguas española y francesa (París 1607) de César Oudin, al que suministra orden alfabético, y el Diccionario muy copioso de la lengua española y francesa (1604) de Jean Palet.
También compuso una Gramática, o Instrucción española, y alemana, compuesta Con un método nuevo, y muy fácil; con algunas Sentencias Refranes, Versos, y exemplos para escrivir Cartas. También con Nomenclatura, y algunos disticos del juego de la fortuna, para los, que quieren aprender alguna destas Lenguas - Grammatica, Oder Unterweisung der Spanischen Teutschen und Welschen Sprach/ Componiert auff eine Newe und Leichte Mannier mit etlichen Politischen Sprüchen/ schönen Sprichwörtern und unterweisung Brieff zu Componieren. Glücks-Spiel in etlichen Verssen verfaßt, mit einer Nomenclatur, für die jenigen / so eine dieser Sprachen verlangen zu lernen zusammen getragen (Viena: en Casa de Susana Rickesin, Viuda, 1666). La obra incorpora no sólo una gramática española y alemana, como dice el título en español, sino también una italiana, como descubre el título en alemán. No sigue la célebre gramática de Cesar Oudin. Está dedicada al Conde Lamberg (1637-1712), diplomático implicado en las bodas del emperador Leopoldo I con la hija de Felipe IV de España, la archiduquesa Margarita Teresa. Por otra parte, el diccionario de 1670 está dedicada al Emperador Leopoldo I.
En francés escribió Fontaine de la Langue Françoise, Tirée de divers Autheurs approuvés. Avec Six Discours François & Allemans, quelques lettres morales, Nom propres d'hommes & de femmes, les noms des Peuples, regions, Villes, Montagnes, Mers , Fleuves, &c. les nombres, avec les noms des temps, & Sentences choisies - Brunnen der Französischen Sprach Auß underschiedlichen Approbierten Authoribus herauß gezogen. Sampt Sechs Französischen und Teutschen Gesprächen etlichen höfflichen Brieffen Nominibus propriis der Männer und der Weiber Namen der Völcker Länder Stätten /Bergen Meeren Flüssen u. die Zahlen sampt den Namen der Zeiten und außerlesene Sprüche. (Gedruckt zu Wienn: Johann Jacob Kürner, 1665).
- Datos: Q6041926